# Simona Cerutti
Simona Cerutti (* 24. September 1954) ist eine italienische Historikerin und seit 2001 Directrice d’Etudes à l’Ecole des Hautes Etudes en Sciences Sociales in Paris; ebenfalls ist sie seit 2015 Directrice responsable du Laboratoire de Démographie et Histoire Sociale (LaDéHiS), EHESS, Paris.

## Leben und Studium
Cerutti kam in Italien zur Welt. Sie lebt heute in Frankreich, ist verheiratet und hat zwei Kinder.
Die Mittelschule und das Hochschulstudium absolvierte sie in Turin. Mitte der 1970er Jahre begann sie als Zwanzigjährige, im Einaudi Verlag zu arbeiten, wo sie u. a. mit Giulio Einaudi, Italo Calvino und Primo Levi in Kontakt kam.
Die Begegnung mit Giovanni Levi prägte Cerutti maßgeblich. Er half ihr bei ihrer Dissertation, die von Maurice Aymard und Jacques Revel betreut wurde, und integrierte sie in ein Netzwerk junger Forschender, das er aufgebaut hatte. Sie trafen sich wöchentlich, um sich mit relevanten Texten der Geschichtsschreibung auseinanderzusetzen. Diese Treffen beschrieb Simona Cerutti als wichtige Momente des Austausches, da sie kritisches Denken förderten.
In den 1980er Jahren, als Giovanni Levi und Carlo Ginzburg sich entschieden, die Buchserie Microstorie im Einaudi Verlag ins Leben zu rufen, editierte Cerutti die verschiedenen Ausgaben. Unter Ginzburgs und Giovanni Levis Redaktion erschienen darin zwischen 1981 und 1991 23 Titel einschließlich Originalarbeiten italienischer Wissenschaftler und Übersetzungen von Studien ausländischer Historiker wie Natalie Zemon Davis und Edward P. Thompson.S. 6
1985 zog sie nach Paris, um ihr Doktorat abzuschließen. Dort begann sie gemeinsam mit Giovanni Levi und Ginzburg an den Ausgaben der Microstorie zu arbeiten. In dieser Zeit vertiefte sie die Zusammenarbeit mit Ginzburg, mit dem sie eine neue Serie im Verlag Feltrinelli  in Angriff nahm, nachdem die Publikationen im Einaudi Verlag beendet worden waren.
Cerutti war von 1985 bis 1990 Co-Direktorin der Buchserie Microstorie zusammen mit Ginzburg und Giovanni Levi. 1989 wurde sie Co-Direktorin des Journals Quaderni Storici. Seit 2015 ist sie Mitglied der Research Community (WOG) der Urban Agency at University of Antwerp, die von Bert De Munck koordiniert wird.

## Forschungsinteressen
Zu Ceruttis Forschungsinteressen gehören die ’Klassengesellschaft’ sowie Hierarchien in frühmodernen Gesellschaften. Sie interessiert sich besonders für die Entwicklung des Rechts innerhalb der Sprache und der Bedeutung des Rechts für einzelnen Akteure.
Sie sitzt der internationalen Forschungsgruppe „Citoyenneté et propriété au nord et au sud de la Méditerranée, XVIe-XIXe siècles: 2016–2020“ vor. Diese besteht aus Studierenden, die im Rahmen eines Projektes die Idee der Staatsbürgerschaft in nördlichen und südlichen Regionen des Mittelmeerraums untersuchen und dazu vergleichend arbeiten.
Cerutti beschäftigt sich ausgiebig mit der Zukunft der Sozialgeschichte und vor allem der Entwicklung von mikrohistorischen Verfahrenstechniken. Zur Zeit schreibt sie an einem Buch über gesellschaftliche Kommunikation mit der Staatsgewalt im frühmodernen Italien.
Sie recherchiert zu den Themen Geschichte der Hierarchie und der sozialen Klassifikationen in europäischen Städten des Ancien Régime. Spezifisch geht sie dabei auf folgende Punkte ein:
- Kommunikation mit Behörden und der Forderungen nach Gerechtigkeit zwischen den sozialen Klassen in der Moderne
- Juristische und soziale Klassifizierung von Bürgern und Ausländern
- Rechtsverfahren und Beweislast vor Gericht im Ancien Régime
- Vergleichende Geschichte der Staatsbürgerschaft im nördlichen und südlichen Mediterranem Raum[5]

## Cerutti und die Mikrogeschichte
Cerutti wird als Repräsentantin des italienischen Zweigs der Mikrogeschichte (microstoria) bezeichnet. Die beiden in der italienischen Mikrogeschichte bekannten Ansätze der kulturellen und sozialen Analyse wurden oft als in Konkurrenz stehend gesehen. Dies ist gemäß Cerutti jedoch nicht zielführend, da diese beiden Ansätze zu stark verwoben seien. Kulturelle Modelle seien geprägt von sozialen Regeln und es mache wenig Sinn, diese beiden Bereiche getrennt oder unterschiedlich zu betrachten. Die Gesellschaft soll gemäß Cerutti als Ganzes im Fokus stehen, weshalb sie auch Ginzburg für seine Trennung der Analyse von kulturellen Modellen von denjenigen der sozial orientierten, kritisiert. Ginzburg stelle zu wenig Verknüpfungen zwischen den beiden Modellen her, was vor allem in Bezug auf sein Werk Der Käse und die Würmer angesprochen wird. Mikrohistoriker, die ein Augenmerk auf Sozialgeschichte legen, hätten hingegen nicht die Absicht die Analyse der beiden Kontexte zu trennen, viel eher versuchten Cerutti den kulturellen Kontext auf der Stufe des Individuums zu untersuchen. Es gebe eine Konvergenz zwischen Mikrohistorikern mit sozialen und kulturellen Präferenzen. Cerutti empfiehlt deshalb, nicht zu versuchen, die Akteure zu etwas zu formen und ihnen eine Rolle überzustülpen, sondern die Eindrücke wirken zulassen. Die Akteure sollen bei ihren Entscheidungen und deren Wahl innerhalb der Möglichkeiten der kulturellen Tradition beobachtet werden. Der kulturelle Kontext wird somit nicht vom Forschenden bestimmt, sondern durch die Überzeugungen des Akteurs und deren Gang durch die Geschichte und deren Verhältnis zu herrschenden Traditionen. Eine Analyse beginnt somit aus einer emischen Sicht des Akteurs und dies sei einer der Hauptunterschiede zwischen den beiden sozialen und kulturellen Analyseebenen.
Ceruttis Buch über Turin im 17. und 18. Jahrhundert wird als Paradebeispiel bezeichnet, um die Verflechtung des sozialen Tatbestands und ihrer Repräsentation zu beobachten. Obschon Gruppierungen innerhalb Gesellschaften sich selbst gewissen Kategorien zuschreiben, sollten diese von Historikern stets hinterfragt und nicht sofort als Tatsache hingenommen werden. Viel eher sollen interpersonelle Verbindungen analysiert werden um die Entstehung der sozialen Klassen im Bezug auf Solidarität, Allianzen und Konstituierung zu verstehen. Cerutti vertritt weiter die Meinung, dass Analysen des sozialen Netzwerks empfehlenswert seien, um Veränderung innerhalb einer Gesellschaft aufzuzeigen. Es komme über eine Verlinkung zwischen individueller Rationalität und kollektiver Identität zur Konstituierung von sozialen Gruppen.

## Schriften

### Monographien
- Etrangers. Etude d’une condition d’incertitude dans une société d’Ancien Régime, Bayard, Paris 2012, ISBN 978-2-227-48303-3, ISBN 2-227-48303-2.
- Giustizia sommaria. Pratiche e ideali di giustizia in una società di Ancien Régime (Torino, XVIII secolo), Gian Giacomo Feltrinelli Editore, Milan, 2003, ISBN 88-07-10353-2.
- Mestieri e privilegi. Nascita delle corporazioni a Torino, secoli XVII-XVIII, (éd. italienne) Einaudi, Turin 1992, ISBN 88-06-12895-7.
- La Ville et les métiers. Naissance d'un langage corporatif (Turin, XVIIe-XVIIIe siècle), Editions de l'EHESS, Paris 1990, ISBN 2-7132-0954-4.

### Beiträge in einem Sammelband
- L’appartenance locale et propriété au nord et au sud de la Méditerranée (en collaboration avec S. Bargaoui et I. Grangaud), Cahiers de IREMAM (https://books.openedition.org/iremam/3396), ISBN 978-2-8218-6383-5, doi:10.4000/books.iremam.3396.
- Suppliques. Lois et cas dans la normativité de l’époque moderne(en collaboration avec M. Vallerani), Atelier du Centre des Recherches Historiques (https://acrh.revues.org/6525), doi:10.4000/acrh.6564.
- «Fatti : storie dell’evidenza empirica», numéro monographique de Quademi Storici 108,3, 2001 (en collaboration avec G. Pomata), ISBN 88-15-08023-6.
- «Procedure di giustizia», numéro monographique de Quademi Storici, 101, 2, 1999, (en collaboration avec R. Ago).
- «Cittadinanze», numéro monographique de Quaderni Storici, 89, 2, 1995 (en collaboration avec R. Descimon et M. Prak), ISBN 88-15-04832-4.
- Conflitti nel mondo del lavoro, numéro monographique de Quaderni Storici, 80, 3, 1992 (en collaboration avec C. Poni), ISBN 88-15-03470-6.